# 葛原村
葛原村（くずはらむら）は、かつて岐阜県山県郡にあった村である。
合併で美山村（1964年に町制施行し美山町）となった後、現在は山県市西北部に該当する。武儀川上流部の村であった。平安時代、桓武天皇の皇子・葛原親王が当地に来訪されたことを記して命名された。

## 歴史
- 江戸時代末期、この地域は美濃国山県郡であり、天領であった。
- 1889年（明治22年）7月1日 - 町村制により、葛原村が成立。
- 1955年（昭和30年）4月1日 - 山県郡富波村、谷合村、北山村、北武芸村、西武芸村および武儀郡乾村と合併し美山村が発足。同日葛原村廃止。

## 教育
- 葛原村立葛原小学校 （2001年に谷合小学校、北武芸小学校と統合。現・山県市立いわ桜小学校）
- 葛原村立葛原小学校百瀬分校 （1964年廃校）
- 葛原村立葛原小学校草木分校 （1965年廃校）
- 葛原村立葛原中学校 （1962年に谷合中学校、北武芸中学校を統合し、美山北中学校[1]）

## 神社・仏閣
- 篠座神社
- 蓮華寺